# آکورا ای‌آرایکس-۰۶
آکورا ای‌آرایکس-۰۶ یک خودرو نمونه اولیه اسپرت مسابقه ای است که توسط شرکت مسابقات اتومبیلرانی هوندا در ایالات متحده آمریکا طراحی شده است که قبلاً با نام توسعه عملکرد هوندا (HPD) شناخته می‌شد و توسط اورکا ساخته شده است. این خودرو مطابق با مقررات لمانز دیتونا هایپرکار طراحی شده است و از سال ۲۰۲۳ در کلاس GTP در مسابقات قهرمانی خودروهای ورزشی ایمسا رقابت می‌کند این خودرو دارای یک ۲٫۴ لیتری وی۶ دو توربوشارژ سفارشی است که با نام ای‌آر۲۴ای شناخته می‌شود. این خودرو در کنار بی‌ام‌و ام هایبرید وی۸، کادیلاک وی-سریز.آر و پورشه ۹۶۳ در افتتاحیه فصل ۲۰۲۳ مسابقات قهرمانی خودروهای ورزشی ایمسا در پیست دیتونا اینترنشنال اسپیدوی معرفی شد.
ای‌آرایکس-۰۶ برنده مسابقات ۲۴ ساعت دیتونا در سال ۲۰۲۳، ۱۲ ساعت سبرینگ در سال ۲۰۲۴ و پتی لمانز در سال ۲۰۲۳ شد و به اولین خودرویی تبدیل شد که در هر سه مسابقه بزرگ استقامت ایمسا در دوران کلاس جی‌تی‌پی پیروز شده است.